# 1890-ih
2. tisućljeće
◄ | 18. stoljeće | 19. stoljeće | 20. stoljeće | ►
◄ | 1860-ih | 1870-ih | 1880-ih | 1890-ih | 1900-ih | 1910-ih | 1920-ih | ►
1890. | 1891. | 1892. | 1893. | 1894. | 1895. | 1896. | 1897. | 1898. | 1899.

## Svjetska politika
- Prvi japansko-kineski rat (1894/95)